# Cantone di La Vallée de la Têt
Il cantone di La Vallée de la Têt è una divisione amministrativa dell'Arrondissement di Perpignano e dell'Arrondissement di Prades.
È stato costituito a seguito della riforma approvata con decreto del 26 febbraio 2014, che ha avuto attuazione dopo le elezioni dipartimentali del 2015.

## Composizione
Comprende i 10 comuni di:
- Corbère
- Corbère-les-Cabanes
- Corneilla-la-Rivière
- Ille-sur-Têt
- Millas
- Montalba-le-Château
- Néfiach
- Saint-Féliu-d'Amont
- Saint-Féliu-d'Avall
- Le Soler